# Thomas, 9. Earl of Mar
Thomas, 9. Earl of Mar (* um 1330; † 1377) war ein schottischer Adliger.

## Herkunft und Jugend
Thomas war der einzige Sohn von Domhnall, 8. Earl of Mar und von dessen Frau Isabel Stewart. Sein Vater fiel 1332 zu Beginn des Zweiten schottischen Unabhängigkeitskriegs in der Schlacht von Dupplin Moor, worauf Thomas zum Erben des Titels Earl of Mar und der Besitzungen seines Vaters wurde. Seine Mutter heiratete nach dem Tod ihres ersten Mannes noch zwei weitere Mal, sie starb 1347. Als der englische König Eduard III. Anfang 1348 große Teile von Südschottland kontrollierte, gab er den noch minderjährigen Thomas in die Obhut von William Carsewell, dem dritten Ehemann seiner verstorbenen Mutter.

## Rolle im Zweiten Schottischen Unabhängigkeitskrieg
Nachdem Thomas jedoch sein Erbe angetreten hatte, unterstützte er im Krieg gegen England den schottischen König David II. Am 15. Mai 1350 bezeugte er in Dundee eine Urkunde des Königs. Im Juni 1351 wurde er zum Mitglied der Kommission ernannt, die einen Friedensvertrag mit England aushandeln sollte. 1357 diente er als Geisel, um für die restlichen Lösegeldzahlungen zu bürgen, die Schottland für die Freilassung des 1346 in Gefangenschaft geratenen Königs zahlen musste. Wenige Monate später war Thomas aber wieder in Schottland, wo er von 1358 bis 1359 als Chamberlain diente. Nach dem Tod seiner Großmutter Christian Bruce 1357 erbte er deren Besitzungen und den Titel Lord Garioch.

## Konflikt mit David II., letzte Jahre und Tod

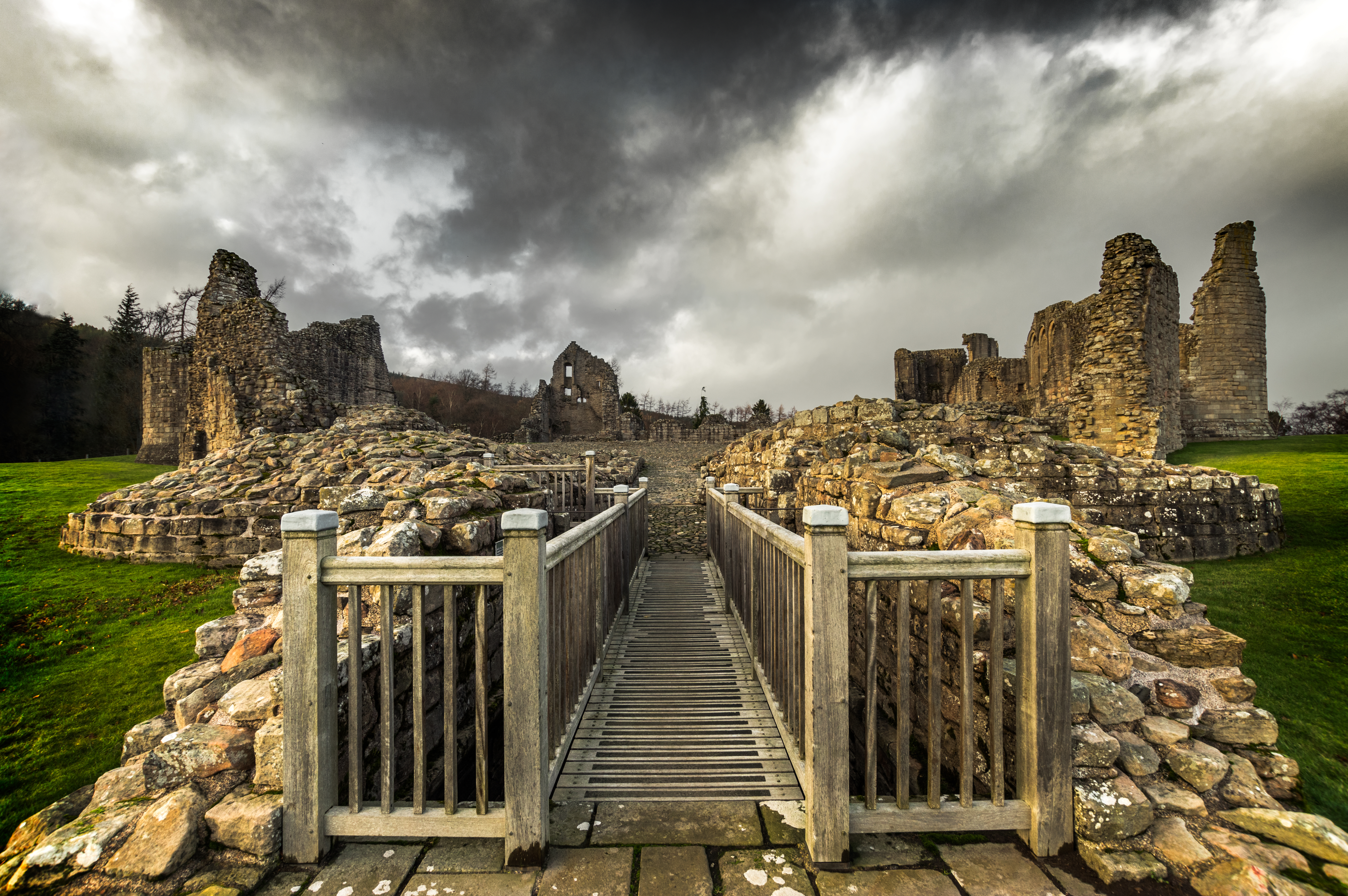
Kildrummy Castle

Trotz seines Amtes behielt Thomas enge Kontakte nach England, denn am 24. Februar 1360 trat er in den Dienst von Eduard III. Dabei erklärte er allerdings, dass er weiterhin auch David II. loyal dienen würde. Der englische König belohnte seine Dienste mit einer jährlichen Pension von 600 Mark sowie mit der Zusage, dass er bei einem Verlust von Besitzungen in Schottland jährlich £ 600 erhalten würde. Der schottische König erklärte tatsächlich den Dienst von Thomas für den gegnerischen König für nicht akzeptabel. Er belagerte und eroberte 1361 Kildrummy Castle, das er dann an Sir Walter Moigne vergab. Nach anderen Angaben war Earl Thomas ein tyrannischer Lehensherr gewesen, der seine Untertanen ausgebeutet und erpresst hatte. Möglicherweise war er auch mit Sir William Keith, einem der Günstlinge von David II. in Streit geraten. Letztlich bestimmte David II., dass Thomas innerhalb von fünf Jahren eine Strafe von £ 1000 zahlen müsse, andernfalls würde er seine Rechte an der Burg endgültig verlieren. Mindestens bis 1364 blieb die Burg im Besitz von Moigne, doch Thomas erhielt die Einkünfte aus seinen schottischen Ländereien. Spätestens im August 1368 erhielt er dann Kildrummy Castle zurück. Im Oktober 1368 erhielt er die Erlaubnis des Königs, eine Pilgerreise zum Kloster St Jean d’Amiens in Frankreich anzutreten. Thomas reiste die nächsten Jahre durch England, ehe er Anfang 1377 starb.

## Ehen und Erbe
Thomas war zweimal verheiratet gewesen. In erster Ehe hatte er Margaret, eine Tochter von John Graham, Earl of Menteith geheiratet. Diese ließ sich von ihm scheiden, weil er angeblich vom Teufel angestiftet wurde.
In zweiter Ehe heiratete er Margaret Stewart, die älteste Tochter und Miterbin von Thomas Stewart, 2. Earl of Angus, die ihn überlebte. Er hatte aus beiden Ehen keine Kinder, die ihn überlebten. Seine Erbin wurde seine Schwester Margaret, die William Douglas, 1. Earl of Douglas geheiratet hatte. Dieser übernahm auch den Titel Earl of Mar. William Douglas zeugte mit seiner Schwägerin, Thomas’ Witwe Margaret of Angus, um 1378 den illegitimen Sohn George Douglas, 1. Earl of Angus, den Begründer der „Roten Linie“ der Douglas-Familie.